# واتسلاف ووخوسکا
واتسلاف ووخوسکا (چکی: Václav Vochoska؛ زادهٔ ۲۶ ژوئیهٔ ۱۹۵۵) قایقران روئینگ اهل چکسلواکی بود.